# Municipio VII
Municipio VII (Prenestino) is een stadsdeel met ongeveer 125.000 inwoners ten oosten van het oude centrum van de stad Rome.

## Onderverdeling
Tuscolano (deel), Prenestino Centocelle, Collatino (deel), Alessandrino, Don Bosco (deel); Zone: La Rustica, Tor Cervara (deel), Tor Sapienza (deel), Torre Spaccata (deel)